# Mondaino
Mondaino é uma comuna italiana da região da Emília-Romanha, província de Rimini, com cerca de 1.459 habitantes. Estende-se por uma área de 19 km², tendo uma densidade populacional de 77 hab/km². Faz fronteira com Montecalvo in Foglia (PU), Montefiore Conca, Montegridolfo, Saludecio, Tavoleto (PU), Tavullia (PU), Urbino (PU).

## Demografia
| Variação demográfica do município entre 1861 e 2011                               |
|                                                                                   |
| Fonte: Istituto Nazionale di Statistica (ISTAT) - Elaboração gráfica da Wikipedia |